# Cryphia rosea
Cryphia rosea är en fjärilsart som beskrevs av Leo Schwingenschuss 1955. Cryphia rosea ingår i släktet Cryphia och familjen nattflyn. Inga underarter finns listade i Catalogue of Life.